# Carmen Toudonou
Carmen Fifamè Toudonou, née le 22 juillet 1981, est une femme de lettres béninoise, journaliste et docteure en communication sociale. Elle est la promotrice du concours « Miss Littérature ».

## Biographie

### Études
Carmen Fifamè Toudonou est une autrice béninoise née le 22 juillet 1981,,,,,,,,. Après l'obtention du Baccalauréat scientifique en 1999, elle soutient une licence en journalisme en 2007 et un master of Art en communication option journalisme et médias en 2012.
Le 8 mars 2023, elle devient docteure en communication sociale à l'Université d'Abomey Calavi en soutenant sa thèse sur le thème « Approches historiques et descriptives des galons dans l'armée béninoise ».

### Carrière professionnelle
Jusqu'en 2019, elle est cheffe du service de la communication du Parlement béninois,. Elle exerce depuis comme Directrice adjointe de l’Institut parlementaire du Bénin (IPAB),.

### Carrière littéraire
Paru en 2014, son roman Presqu'une vie  reçoit un accueil enthousiaste de la critique béninoise, où il est salué par le journaliste et écrivain Eustache Florent Hessou et par l'ancien ministre de la Culture Gaston Zossou. Il inspire par la suite des recherches sur le Womanism et la condition féminine en Afrique.
Elle se dit influencée par Guy de Maupassant et Edgar Allan Poe pour l'écriture de nouvelles, son compatriote Hilaire Dovonon pour la poésie et l'écrivaine Ken Bugul et l'auteur béninois Olympe Quenum.
Elle est la promotrice du concours « Miss Littérature », évènement créé pour contribuer à former la relève littéraire féminine africaine en encourageant les jeunes filles de 18 à 24 ans à s'intéresser à la lecture et à l'écriture, sur 8 pays africains.

## Principales publications
- Sororité chérie : collectif dirigé par Carmen Fifamè Toudonou., 2022 (ISBN 978-99982-971-4-2 et 99982-971-4-1, OCLC 1373302163, présentation en ligne)
- L'odyssée vodou : roman, 2020 (ISBN 978-2-914594-25-7 et 2-914594-25-9, OCLC 1285000259, lire en ligne)
- Carmen Fifonsi Aboki (CFA), Books on demand, 2018 (ISBN 2-322-14547-5 et 978-2-322-14547-8, OCLC 1047621987, présentation en ligne)
- Tant de gens espèrent être aimés et beaucoup ne sont que mariés : roman, 2020 (ISBN 978-99982-0-399-0 et 99982-0-399-6, OCLC 1287942612, présentation en ligne)
- Noire Venus : recueil de poèmes, 2015 (ISBN 978-99919-0-540-2 et 99919-0-540-5, OCLC 953387708, lire en ligne)
- Presqu'une vie : roman, 2013 (ISBN 978-99919-1-605-7 et 99919-1-605-9, OCLC 900636649, lire en ligne)

## Prix et récompenses
- Nommée pour le prix Kourouma 2019 pour Carmen Fifonsi Aboki (CFA)[19]